# Lijst van rijksmonumenten in Twello
De plaats Twello telt 32 inschrijvingen in het rijksmonumentenregister. Hieronder een overzicht.
| Object                                         | Oorspronkelijke functie?  | Bouwjaar                                    | Architect   | Locatie                         | Coördinaten?                 | Nr.?   | Afbeelding                             |
| ---------------------------------------------- | ------------------------- | ------------------------------------------- | ----------- | ------------------------------- | ---------------------------- | ------ | -------------------------------------- |
| Arnhemsgoed                                    | Boerderij                 | 1743 (jaartal gevel)                        |             | Terwoldseweg 19                 | 52° 15' 13" NB, 6° 6' 40" OL | 38076  | Arnhemsgoed                            |
| Huize Het Holthuis                             | Kasteel, buitenplaats     | begin 19e eeuw                              |             | Burgemeester van der Feltzweg 1 | 52° 14' 30" NB, 6° 6' 55" OL | 38082  | Meer afbeeldingen                      |
| Huize de Steltenberg                           | Kasteel, buitenplaats     | derde kwart 19e eeuw                        |             | H W Iordensweg 90               | 52° 13' 41" NB, 6° 6' 35" OL | 38083  | Huize de Steltenberg                   |
| Dorpskerk                                      | Kerk en kerkonderdeel     | 15e eeuw                                    |             | Dorpsstraat 10                  | 52° 14' 18" NB, 6° 6' 22" OL | 38084  | Meer afbeeldingen                      |
| Toren van de Dorpskerk                         | Kerk en kerkonderdeel     | 15e eeuw                                    |             | Dorpsstraat bij 10              | 52° 14' 18" NB, 6° 6' 22" OL | 38085  | Meer afbeeldingen                      |
| Hotel van Enter                                | Woonhuis                  | eerste helft 19e eeuw                       |             | Dorpsstraat 12                  | 52° 14' 17" NB, 6° 6' 21" OL | 38086  | Meer afbeeldingen                      |
| Huize Hunderen                                 | Kasteel, buitenplaats     | 17e of 18e eeuw                             |             | Hunderenslaan 7                 | 52° 14' 60" NB, 6° 6' 33" OL | 38090  | Meer afbeeldingen                      |
| Klein Hunderen                                 | Boerderij                 | ca. 1800                                    |             | Hunderenslaan 10                | 52° 14' 58" NB, 6° 6' 49" OL | 38091  | Klein Hunderen                         |
| Huize Kruisvoorde                              | Kasteel, buitenplaats     | 18e/19e eeuw                                |             | Kruisvoorderweg 16              | 52° 14' 48" NB, 6° 6' 2" OL  | 38093  | Meer afbeeldingen                      |
| Het Oude Wezeveld                              | Boerderij                 | 1726 (jaartal)                              |             | Oude Wezeveldseweg 18           | 52° 14' 39" NB, 6° 4' 29" OL | 38094  | Meer afbeeldingen                      |
| Beekwolde/De Witte Brug                        | Kasteel, buitenplaats     | 1872                                        |             | Terwoldseweg 1                  | 52° 14' 49" NB, 6° 6' 58" OL | 38095  | Meer afbeeldingen                      |
| Veluws boerderijtje met rieten wolfsdak        | Boerderij                 | 18e eeuw                                    |             | Schoolstraat 13                 | 52° 14' 13" NB, 6° 6' 23" OL | 38096  | Meer afbeeldingen                      |
| De Parckelaer: hoofdgebouw                     | Kasteel, buitenplaats     | waarschijnlijk tweede helft 17e of 18e eeuw |             | Blikkenweg bij 8                | 52° 14' 47" NB, 6° 5' 42" OL | 410036 | Meer afbeeldingen                      |
| De Parckelaer: historische tuin- en parkaanleg | Tuin, park en plantsoen   | eerste helft 19e eeuw                       |             | Blikkenweg bij 8                | 52° 14' 48" NB, 6° 5' 44" OL | 410037 | Meer afbeeldingen                      |
| De Parckelaer: tuinprieel                      | Tuin, park en plantsoen   | ca. 1920                                    |             | Blikkenweg bij 8                | 52° 14' 48" NB, 6° 5' 44" OL | 410038 | Meer afbeeldingen                      |
| Huize Vicarie: villa                           | Woonhuis                  | 1906                                        |             | Rijksstraatweg 38               | 52° 14' 39" NB, 6° 6' 42" OL | 523329 | Huize Vicarie: villa                   |
| Huize Vicarie: schuur                          | Opslag                    | 1906                                        |             | Rijksstraatweg 38               | 52° 14' 39" NB, 6° 6' 42" OL | 523330 | Upload foto                            |
| Huize Vicarie: tuinhuisje                      | Tuin, park en plantsoen   | 1906                                        |             | Rijksstraatweg 38               | 52° 14' 39" NB, 6° 6' 42" OL | 523331 | Upload foto                            |
| De Steltenberg: koetshuis/dienstwoning         | Bijgebouwen kastelen enz. | 1850-1855                                   |             | H W Iordensweg 92               | 52° 13' 41" NB, 6° 6' 35" OL | 523337 | De Steltenberg: koetshuis/dienstwoning |
| Post- en telegraafkantoor met directeurswoning | Overheidsgebouw           | 1909                                        | C.H. Peters | Domineestraat 16                | 52° 14' 24" NB, 6° 6' 23" OL | 523346 | Meer afbeeldingen                      |
| Nieuw Veldwijk                                 | Woonhuis                  | 1895-1905                                   |             | Rijksstraatweg 40               | 52° 14' 38" NB, 6° 6' 40" OL | 523348 | Nieuw Veldwijk                         |
| Mariënhof                                      | Woonhuis                  | 1840-1850                                   |             | Rijksstraatweg 90               | 52° 14' 31" NB, 6° 6' 16" OL | 523349 | Mariënhof                              |
| Eureka: dienstwoning/koetshuis                 | Bijgebouwen kastelen enz. | 1872                                        |             | Terwoldseweg 3                  | 52° 14' 52" NB, 6° 6' 58" OL | 523355 | Eureka: dienstwoning/koetshuis         |
| Huize Vicarie: koetshuis                       | Bijgebouwen kastelen enz. | 1905-1906                                   |             | Rijksstraatweg bij 38           | 52° 14' 39" NB, 6° 6' 42" OL | 526147 | Upload foto                            |
| Hartelaar: hoofdgebouw                         | Kasteel, buitenplaats     | 1626                                        |             | Hartelaar 13A                   | 52° 13' 59" NB, 6° 4' 9" OL  | 526931 | Meer afbeeldingen                      |
| Hartelaar: tuinaanleg                          | Tuin, park en plantsoen   | 1805 (oudste vermelding)                    |             | Hartelaar bij 13A               | 52° 13' 59" NB, 6° 4' 10" OL | 526933 | Upload foto                            |
| Hartelaar: schaapskooi                         | Bijgebouwen kastelen enz. | eind 18e eeuw                               |             | Hartelaar bij 13A               | 52° 13' 58" NB, 6° 4' 9" OL  | 526934 | Meer afbeeldingen                      |
| Hartelaar: tuinmanswoning                      | Bijgebouwen kastelen enz. | tweede helft 19e eeuw                       |             | Hartelaar 10                    | 52° 14' 1" NB, 6° 4' 13" OL  | 530690 | Meer afbeeldingen                      |
| Hartelaar: schuurberg                          | Boerderij                 | tweede helft 19e eeuw                       |             | Hartelaar bij 10                | 52° 14' 1" NB, 6° 4' 14" OL  | 530691 | Meer afbeeldingen                      |
| Hartelaar: boerderij middenlangsdeeltype       | Boerderij                 | 18e eeuw                                    |             | Hartelaar 5                     | 52° 13' 59" NB, 6° 4' 51" OL | 530692 | Meer afbeeldingen                      |
| Hartelaar: pomp                                | Straatmeubilair           | eerste helft 20e eeuw                       |             | Hartelaar bij 5                 | 52° 13' 58" NB, 6° 4' 50" OL | 530693 | Upload foto                            |
| Hartelaar: veeschuur                           | Bijgebouwen kastelen enz. | midden 19e eeuw                             |             | Hartelaar bij 5                 | 52° 13' 58" NB, 6° 4' 52" OL | 530694 | Meer afbeeldingen                      |